# HC Wien
Der Hockey Club Wien (HC Wien) ist ein österreichischer Verein für Feld- und Hallenhockey. Die Heimstätte des Clubs ist das Hockeystadion im Wiener Prater.

## Geschichte
Der HC Wien entstand im Jahre 1947 durch ehemalige Mitglieder des 1922 gegründeten Allround Sportclubs. Der Hockey Club in Wien gilt somit der legitime Nachfolger des Wiener Allround Sportclubs - WASC. 1928 trat der WASC dem ÖEHV bei, da seine Mitglieder im Winter Eishockey spielten. Anfang der 1930er Jahre spielte der Verein zeitweise in der höchsten Eishockey-Spielklasse, der 1. Klasse.
Der Verein ist Mitglied im Österreichischen Hockeyverband.
Aushängeschild des HC Wien, der diverse Hockeynationalspieler hervorgebracht hat, sind die beiden Hockey-Bundesligamannschaften im Damen- sowie Herrenbereich. Aktueller Präsident ist seit 2013 Alexander Kaiser. 2015 sorgte der HC Wien für eine wahre Sensation und sicherte sich erstmals nach 22 Jahren den Herrenmeistertitel in Österreichs höchster Spielklasse. Dieser Erfolg bedeutete zugleich die Qualifikation für die Euro Hockey League, die Königsklasse im Hockeysport.
Das gleiche Kunststück gelang den Herren auch 2025 mit einem 3:2-Sieg gegen die SV Arminen. 

## Europapokal
| Europapokalbilanz Herren Feld |                       |        |       |           |
| Jahr                          | Wettbewerb            | Niveau | Platz | Ort       |
| 1991                          | Club Champions Trophy | 2      | 4     | Glasgow   |
| 1992                          | Club Champions Trophy | 2      | 1     | Prag      |
| 1993                          | Club Champions Cup    | 1      | 8     | Brüssel   |
| 1994                          | Club Champions Trophy | 2      | 4     | Mailand   |
| 1995                          | Club Champions Trophy | 2      | 7     | Glasgow   |
| 1996                          | Cup Winners Trophy    | 2      | 7     | Gibraltar |
| 1997                          | Cup Winners Challenge | 3      | 2     | Wien      |
| 2016                          | Euro Hockey League    | 1      | 20,5  | Hamburg   |

## Erfolge (Auswahl)
- 1947 und 1952: dritter Platz
- 1955–1960: Vizemeister
- 1961 österreichischer Meister
- 1964
  - Damen Staatsmeister.
  - Herren Vizemeister
- 1966 Staatsmeistertitel bei den Herren
- 1967 Vizemeister
- 1969 Double: Österreichische Cup + Staatsmeistertitel
- 1970 und 1971 Staatsmeisterschaft der Damen
- 1973 und 1974 Staatsmeister Herren
- 1989–1993 Staatsmeister Herren
- 1992 Meister im B-Europacup (Prag)
- 2015 Staatsmeister Herren
- 2025 Staatsmeister Herren